# حديقة الباندا الضخمة الوطنية
 متنزه الباندا الوطني  هو منطقة محمية كبيرة داخل مقاطعات سيتشوان و كانسو و شانشي في الصين. تأسست في عام 2020 ، يتكون المتنزه من حوالي 70 محمية طبيعية ويتجاوز مساحة 10000 ميل مربع ، مما يجعلها أكثر من ثلاثة أضعاف حجم متنزه يلوستون الوطنية.
الغرض الرئيسي من المتنزه هو حماية أعداد الباندا العملاقة الصغيرة في الصين ، وهي موطن لـ 1864 من حيوانات الباندا العملاقة ، 80% من تعداد الأنواع في الصين.هذه الكمية هي معظم تعداد الباندا العملاقة في جميع أنحاء العالم.ربط المتنزه 67 محمية موجودة في اندماج واحد كبير لحماية الباندا بشكل أفضل.